# I. e. 485
Évszázadok: i. e. 6. század – i. e. 5. század – i. e. 4. század
Évtizedek: i. e. 530-as évek – i. e. 520-as évek – i. e. 510-es évek – i. e. 500-as évek – i. e. 490-es évek – i. e. 480-as évek – i. e. 470-es évek – i. e. 460-as évek – i. e. 450-es évek – i. e. 440-es évek – i. e. 430-as évek
Évek: i. e. 490 – i. e. 489 – i. e. 488 – i. e. 487 –  i. e. 486 – i. e. 485 – i. e. 484 – i. e. 483 – i. e. 482 – i. e. 481 – i. e. 480

## Események
- Római consulok: Ser. Cornelius Maluginensis és Q. Fabius Vibulanus

## Halálozások
- Spurius Cassius Viscellinus háromszoros consul, kétszer triumphált hadvezér kivégzése királyságra törés vádja miatt